# Landelijke Knokploegen
Landelijke Knokploegen of LKP is de naam voor een verzetsorganisatie die werd opgericht door de Landelijke Organisatie voor Hulp aan Onderduikers (LO). De onderduikers die geholpen werden hadden dringend behoefte aan allerlei voorzieningen, zoals persoonsbewijzen en bonkaarten, die zij onder eigen naam natuurlijk niet konden krijgen. Daartoe waren her en der al zelfstandige Knokploegen werkzaam, die hun buit meestal onder hun eigen achterban verdeelden.

## Oprichting
Door de sterk toenemende repressie van de Duitse bezetter en de nasleep van de April-meistakingen steeg de behoefte echter snel. Derhalve besloot de LO-leiding op 14 augustus 1943 tot oprichting van eigen knokploegen en de bundeling van bestaande. Hiermee werden de leden Hilbert van Dijk en Izaak van der Horst (beiden uit Kampen) belast, tezamen met de leider van de knokploeg binnen de LKP in het Westland, Leendert Valstar (schuilnaam Bertus), en de ondergedoken beroepsmilitair Liepke Scheepstra. Later werden Theodorus Dobbe, Johannes Post en Jan van Bijnen ("Frank") aan de landelijke leiding toegevoegd. Valstar bereisde de westelijke helft van het land, Scheepstra de oostelijke. Daarnaast leidden zij regelmatig operaties met hun eigen knokploeg.

## Activiteiten
In het jaar na oprichting opereerden ongeveer 600 verzetsmensen in LKP-verband, verenigd in tientallen knokploegen. Hiermee lukte het de LKP een min of meer regelmatige toevoer van bonkaarten te verzekeren ten behoeve van de aan de LO toevertrouwde onderduikers. Ook voor persoonsbewijzen werden soms overvallen gepleegd, maar het merendeel daarvan werd verkregen door vervalsing, onder andere door de Persoonsbewijzencentrale van Gerrit van der Veen. Daarnaast had de LO haar eigen Falsificatiecentrale. De invoering begin 1944 van de zogenaamde tweede distributiestamkaart zorgde voor nieuwe problemen. Deze stamkaart, noodzakelijk om voedselbonnen te kunnen gebruiken en dus van levensbelang, moest voorzien zijn van een controlezegel. Zonder zo'n zegel liep men onmiddellijk tegen de lamp.
Andere activiteiten van de LKP waren buitmaken van wapens en gearresteerde medestrijders bevrijden. Voorbeelden van dat laatste zijn de overvallen in Arnhem op de Koepelgevangenis (op 11 mei 1944 ter bevrijding van ds. Fredrik (Frits) Slomp en Henk Kruithof) en de bevrijding van 54 gevangenen uit het Huis van Bewaring aldaar op 11 juni 1944, alsook de overval op het Huis van Bewaring te Leeuwarden (8 december 1944) en, samen met de LO, de bevrijding van 80 gevangenen in Maastricht. Ook werd sabotage gepleegd en werden verraders, waar dat noodzakelijk bleek, geliquideerd.

## Contact met de regering in ballingschap
Het werk van de LKP was aan de in Londen zetelende regering zo goed als onbekend. Het lukte de leiding niet verbinding te leggen met de Engelse spionagedienst. Derhalve was de LO-LKP geheel op eigen kracht aangewezen. Pas toen in september 1944 Brussel was bevrijd, werd daar in het hoofdkwartier van Prins Bernhard het initiatief genomen tot de oprichting van de Binnenlandse Strijdkrachten. Bep van Kooten, commandant van de Knokploegen in het zojuist bevrijde Limburg, reisde op 17 of 18 september naar Brussel voor een ontmoeting met prins Bernhard, verzekerd van de steun van de regionale L.O.-, K.P.-, R.V.V.- en O.D.-leiders. Daar legde hij prins Bernhard zijn plan voor om de illegale werkers, aangevuld met vrijwilligers, op te nemen in een militaire formatie. Dit kwam overeen met de plannen van het hoofdkwartier voor de Binnenlandse Strijdkrachten. Voor zover zij dat wilden, werden zij later als het Regiment Stoottroepen Prins Bernhard in het naoorlogse leger opgenomen., De bezetting ten noorden van de grote rivieren was toen nog in volle gang.

## Einde van de oorlog
Naarmate het einde van de oorlog in zicht kwam, bereidde men zich voor op actieve medewerking aan de verwachte invasie door middel van sabotage van verbindingen, spoorlijnen en dergelijke. Velen van hen maakten deze fase echter niet meer mee. In de loop van de oorlog werden vele tientallen KP-leden opgepakt en gefusilleerd, waaronder het merendeel van de landelijke leiding. In Valkenburg werd op de plaats waar enkele dagen voor de bevrijding de KP-ers Sjeng Coenen en Joep Francotte werden gefusilleerd, het Provinciaal verzetsmonument Limburg opgericht. Van de KP-top overleefde alleen Liepke Scheepstra de oorlog.